# Degelia
Degelia is een geslacht van korstmossen behorend tot de familie Pannariaceae. 

## Soorten
Volgens Index Fungorum bevat het geslacht 15 soorten (peildatum december 2021):
| Soortnaam              | Auteur(s)                                 | Publicatiejaar |
| ---------------------- | ----------------------------------------- | -------------- |
| Degelia calcicola      | P.M. Jørg. & Kantvilas                    | 2000           |
| Degelia crustacea      | P.M. Jørg. & D.J. Galloway                | 2000           |
| Degelia duplomarginata | (P. James & Henssen) Arv. & D.J. Galloway | 1981           |
| Degelia durietzii      | Arv. & D.J. Galloway                      | 1981           |
| Degelia flabellata     | P.M. Jørg. & P. James                     | 1990           |
| Degelia fluviatilis    | P.M. Jørg. & P. James                     | 1990           |
| Degelia gayana         | (Mont.) Arv. & D.J. Galloway              | 1981           |
| Degelia lecideola      | (Zahlbr.) P.M. Jørg. & Sipman             | 2006           |
| Degelia minor          | Sipman & Aptroot                          | 1997           |
| Degelia neozelandica   | (C.W. Dodge) P.M. Jørg. & D.J. Galloway   | 1992           |
| Degelia periptera      | (C. Knight) P.M. Jørg. & P. James         | 1990           |
| Degelia sorediata      | Aptroot                                   | 1997           |
| Degelia subantarctica  | Øvstedal                                  | 2001           |
| Degelia subcincinnata  | (Nyl.) P.M. Jørg.                         | 2004           |
| Degelia subcrustata    | P.M. Jørg. & Kantvilas                    | 2000           |